# Exif
Exif (zkratka z anglického Exchangeable image file format) je specifikace pro formát metadat, vkládaných do souborů digitálními fotoaparáty (včetně chytrých mobilních telefonů), skenery a dalšími zařízeními nebo programy pro zpracování obrázků, případně též souborů se záznamem zvuku. Informace se vkládají do existujících souborových formátů, jako je JPEG, TIFF revize 6.0, PNG a RIFF WAVE. Není ale podporován ve formátech JPEG 2000 a GIF.
Struktura Exif dat je převzatá ze souborového formátu TIFF. Datové standardy typu TIFF, Exif, TIFF/EP a DCF si jsou velice podobné. Standard má dvě hlavní části: Exif specifikace pro soubory, které obsahují obrázky (Exif Image File Specification) a pro audio soubory (Exif Audio File Specification).

## Základní charakteristika
Specifikaci Exif podporují prakticky všichni výrobci digitálních fotoaparátů a fotoaparátů v mobilních telefonech. Metadata v Exifu mohou mimo jiné obsahovat:
- Značku a model fotoaparátu.
- Datum a čas pořízení snímku.
- Nastavení fotoaparátu. To zahrnuje nastavenou citlivost, clonu, expoziční čas, ohniskovou vzdálenost, informace o použití blesku a někdy i další údaje, jako je vzdálenost zaostření nebo orientace fotoaparátu (která umožňuje automaticky otáčet snímky pořízené na výšku).
- Náhled snímku. Moderní digitální fotoaparáty pořizují snímky velikosti jednotek až desítek megabajtů, a tak se do Exif hlavičky přidává malý asi desetikilobajtový náhled, který umožňuje při prohlížení náhledů rychle zjistit, co na snímku je, aniž by se musel zpracovávat celý.
- Informace o místu pořízení, která může být získána z přijímače  globálního družicového polohového systému připojeného k fotoaparátu. Novější generace fotoaparátů, některé tablety a chytré telefony ke snímku přidávají automaticky zeměpisné souřadnice místa, kde byl snímek pořízen. To paradoxně může ohrozit soukromí - kupř. tak lze „prozradit“ polohu svého domova při sdílení fotografií na sociálních sítích apod.
- Komentáře a informace o autorovi (fotografovi). Ty se většinou přidávají až při dodatečném zpracování, ale některé fotoaparáty vyšších tříd umožňují jejich přímé vkládání.

## Vývoj a verze
Organizace Japan Electronic Industries Development Association (JEIDA) navrhla původní specifikaci Exit. Další verze specifikace již navrhovala japonská průmyslové asociace JEITA (která vznikla v roce 2000 sloučením JEIDA a EIAJ: Electronic Industries Association of Japan), verze 2.1 vznikla 21. června 1998, verze 2.2 v dubnu 2002, verze 2.3 v dubnu 2010 a verze 2,32 v květnu 2019. Podrobnější přehled verzí je v tabulce níže.
| Verze             | Datum         |
| ----------------- | ------------- |
| 1.0               | říjen 1995    |
| 1.1               | květen 1997   |
| 2.0               | listopad 1997 |
| 2.1               | prosinec 1998 |
| 2.2               | duben 2002    |
| 2.21              | září 2003     |
| 2.21 (sjednocená) | září 2009     |
| 2.3               | duben 2010    |
| 2.3 (revidovaná)  | prosinec 2012 |
| 2.31              | červenec 2016 |
| 2.32              | květen 2019   |

## Zachování a editace metadat
Protože jsou Exif metadata vložena přímo v souboru s obrázkem (fotografií), může při editaci v programu, který s jejich přítomností nepočítá, dojít k jejich ztrátě. Naprostá většina novějších programů metadata zachovává, ale při použití starších je dobré dávat na tuto možnost pozor. Mnoho programů pro správu souborů (včetně Průzkumníka ve Windows), programů pro prohlížení i jednodušší editaci grafických formátů, programu pro tvorbu galerií obrázků Exif data rozpoznává a volitelně je může zobrazit (způsob a detailnost zobrazení těchto dat se může značně lišit).
Existuje také mnoho softwarových knihoven které umožňují dávkové zpracování a modifikaci těchto dat i pro velké množství souborů anebo začlenění těchto knihoven do dalších programů. Jde např. o libexif  pro jazyk C, Adobe XMP Toolkit nebo Exiv2 pro jazyk C++, Metadata Extractor pro jazyk Java, PIL (Python Imaging Library) nebo jeho fork Pillow pro jazyk Python, LEADTOOLS nebo ExifTool pro jazyk Perl.
ExifTool je bezplatný program s otevřeným zdrojovým kódem (open-source software) pro čtení, zápis a manipulaci s metadaty obrázků, zvuku, videa a souborů PDF. Je nezávislý na platformě a je k dispozici jako knihovna Perl i jako aplikace pro příkazového řádku (jsou k dispozici i nezávislé nadstavby pro práci v grafickém rozhraní, např. ExifToolGUI). Nástroj ExifTool podporuje mnoho typů metadat: vedle  Exif a FlashPix to jsou IPTC, XMP, JFIF, GeoTIFF, ICC Profile, Photoshop IRB, AFCP, ID3 a také metadatové formáty mnoha digitálních fotoaparátů specifické pro jednotlivé výrobce.

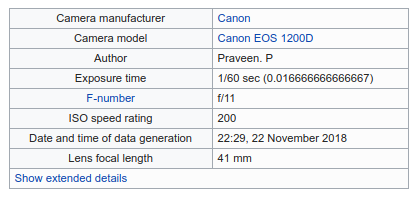
Zobrazení části Exif dat na Wikimedia Commons, úložišti obrázků a multimédií pro všechny jazykové verze Wikipedie
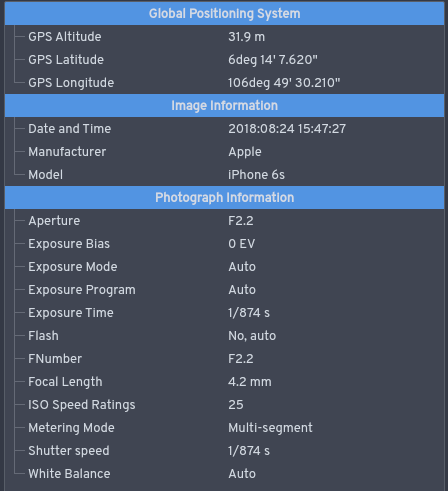
Zobrazení části Exif metadat v programu DigiKam
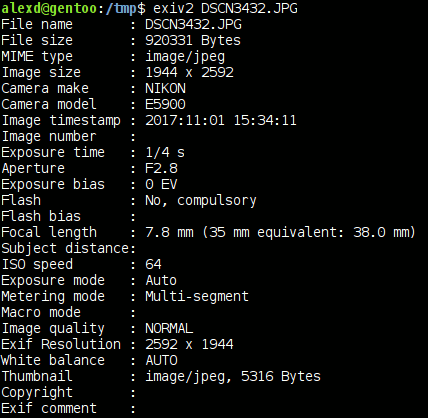
Výpis Exif metadat programem (knihovnou) Exiv2
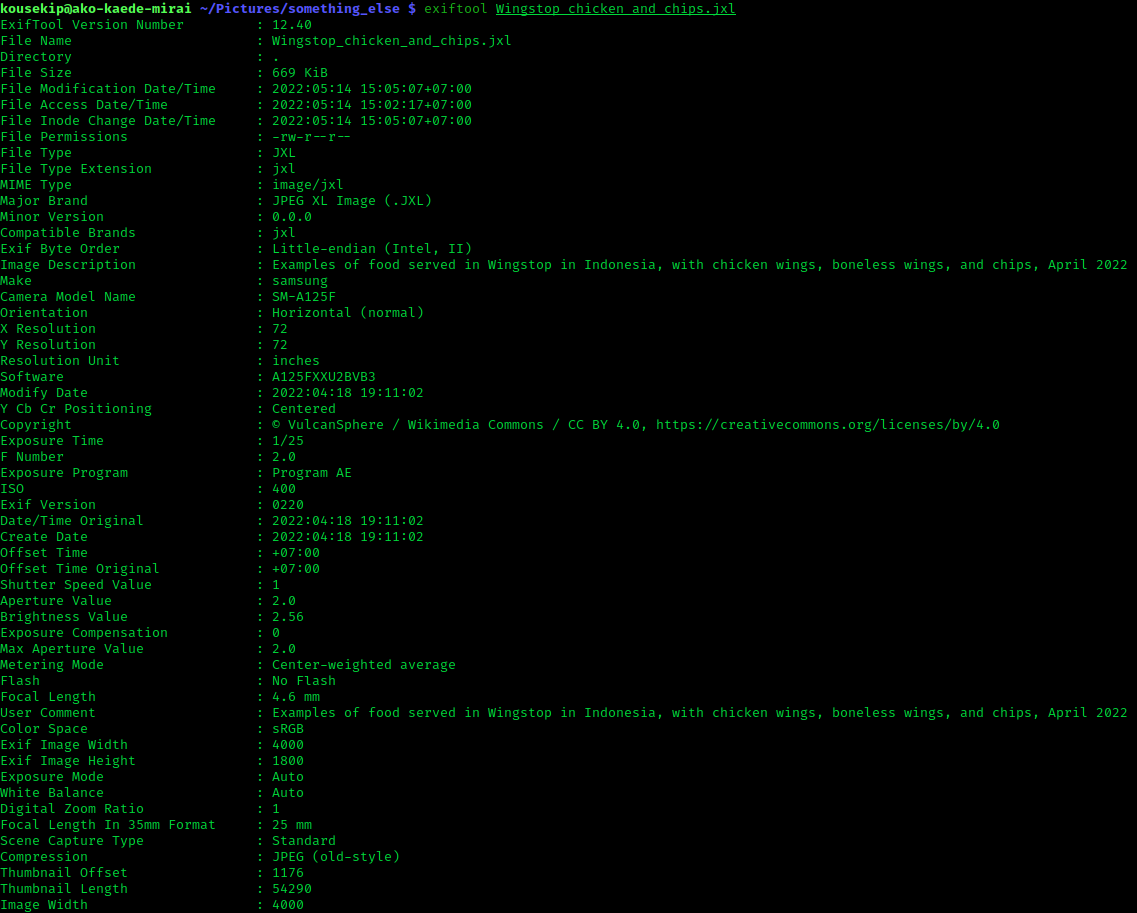
Výpis Exif metadat programem ExifTool

## Nevýhody
Bez ohledu na svou neudržovanost má formát Exif některé nevýhody:
- Standard povoluje pouze TIFF nebo JPEG soubory – neexistují žádná ustanovení pro „surová“ data získávaná přímo z optického senzoru – každý výrobce vyvíjí vlastní standard pro svá „surová“ data. K řešení tohoto problému přispěla společnost Adobe, která vyvinula další formáty DNG (vycházející z TIFF formátu) pro standardizaci „surových“ dat.
- Barva je vyjádřena 24bitově.[7] Avšak moderní fotoaparáty mohou zachytit i vyšší hloubku (např. Nikon D70 zachytí hloubku 36 bitů na pixel). Od té doby, co Exif/DCF formáty nemohou zachytit větší hloubku než 24 bitů, používají výrobci svoje vlastní (nekompatibilní) datové formáty.
- Většina fotoaparátů také může nahrávat video – to standard Exif nepodporuje.
- Exif je často používán v obrázcích vytvořených scannery, avšak žádné zvláštní údaje nezaznamenává.
- Softwaru pracujícímu s obrázky se někdy nepodaří aktualizovat miniaturu po editaci obrázku.[8]
- Exif datům je vyhrazena velikost 64 kB v JPEG obrázcích. Protože v souladu s těmito informacemi musí být obsažen v samostatném JPEG APP1 segmentu. Přestože FlashPix rozšíření dovoluje rozšíření informací do rozmanitých JPEG APP2 segmentů (tato rozšíření nejsou běžně používána). To vede některé výrobce digitálních fotoaparátů k užití nestandardních technik pro ukládání velkých náhledů (zobrazují se na LCD při prohlížení. Tato nestandardní rozšíření jsou většinou ztracena při ukládání v nějakém editačním softwaru.
- V některých obrazových formátech se Exif data mohou vyskytovat kdekoliv v souboru (není pevné pravidlo, kde). Z toho vyplývá následné ztížení dekódování a opětné kódovaní těchto souborů. Proto většina obrázkových editorů poškodí nebo odstraní Exif metadata (zvláště autorovy poznámky) při ukládání.
- Standard povoluje výrobcům fotoaparátů vkládání autorských poznámek do souboru. Toho je hojně využíváno k ukládání nesčetných informací, které ovšem standard Exif nemusí podporovat (různé snímací mody, post-processing, sériové číslo, zaostřovací mody fotoaparátu atd.). Díky specifičnosti těchto informací je těžké je tyto informace z obrázku vůbec získat nebo ochránit. Někteří výrobci šifrují části těchto informací (např. Nikon šifruje detailní data o nastavení objektivu v nejnovější verzi fotoaparátů).[9]

## Příklad
Následující tabulka ukazuje Exif data obrázku typického pro digitální fotoaparát. Všimněte si, že autorství a copyright informace nejsou obecně podporovány, musí být tedy následně doplněny.
| poznámka                   | hodnota                |
| -------------------------- | ---------------------- |
| výrobce                    | CASIO                  |
| model                      | QV-4000                |
| orientace                  | shora - zleva          |
| software                   | Ver1.01                |
| datum a čas                | 2003:08:11 16:45:32    |
| YCbCr pozicování           | střed                  |
| komprese                   | JPEG komprese          |
| x-rozlišení                | 72.00                  |
| y-rozlišení                | 72.00                  |
| jednotka rozlišení         | palec (Inch)           |
| čas expozice               | 1/659 sec.             |
| program expozice           | normální program       |
| Exif verze                 | Exif verze 2.1         |
| datum a čas (original)     | 2003:08:11 16:45:32    |
| datum a čas (digitizovaný) | 2003:08:11 16:45:32    |
| konfigurace součástí       | Y Cb Cr -              |
| komprimované Bity na pixel | 4.01                   |
| expozice                   | 0.0                    |
| clona                      | 2.00                   |
| časový mód                 | šablona                |
| blesk                      | nepoužit               |
| ohnisková vzdálenost       | 20.1 mm                |
| autorská poznámka          | 432 bytů neznámých dat |
| FlashPixVerze              | FlashPix Verze 1.0     |
| barevný prostor            | sRGB                   |
| PixelX rozsah              | 2240                   |
| PixelY rozsah              | 1680                   |
| zdroj souboru              | DSC                    |
| index součinnosti          | R98                    |
| verze součinnosti          | (null)                 |

### Rozšíření FlashPix
Exif také obsahuje popis FPXR (FlashPix-Ready) informací, které mohou být obsaženy v APP2 v JPEG obrázcích (podobná struktura jako FPXR). Tato FlashPix rozšíření chrání meta informace při konverzi mezi FPXR a JPEG obrázky. FPXR informace lze nalézt v digitálních fotoaparátech značky Kodak a Hewlett-Packard. Dole je několik příkladů FPXR informací (Kodak EasyShare V570 digitální fotoaparát):
| Poznámka                   | Hodnota                                     |
| -------------------------- | ------------------------------------------- |
| kód strany                 | 1200                                        |
| použitá rozšiřující čísla  | 1                                           |
| název rozšíření            | Screen nail                                 |
| ID rozšiřující třídy       | 10000230-6FC0-11D0-BD01-00609719A180        |
| trvání rozšíření           | Invalidated By Modification                 |
| datum vytvoření rozšíření  | 2003:03:29 17:47:50                         |
| datum modifikace rozšíření | 2003:03:29 17:47:50                         |
| tvořící aplikace           | Picoss                                      |
| popis rozšíření            | předurčená velikost obrázku pro LCD display |
| cesta k uloženému souboru  | /.Screen Nail_bd0100609719a180              |

### Rozšíření pro zvukové formáty
Exif popisuje RIFF souborový formát používaný ve WAV audio souborech  a definuje mnoho různých poznámek (tagů): umělec/autor, copyright, datum vytvoření, a další. Následuje tabulka s příklady tagů ve WAV souborech (Pentax Optio WP, digitální fotoaparát):
| Poznámka                        | Hodnota              |
| ------------------------------- | -------------------- |
| zakončení                       | Microsoft PCM        |
| počet kanálů                    | 1                    |
| vzorkovací frekvence            | 7872                 |
| Průměrný počet bajtů za sekundu | 7872                 |
| bitů na vzorek                  | 8                    |
| datum vytvoření                 | 2005:08:08           |
| Exif verze                      | 0220                 |
| příslušný soubor                | IMGP1149.JPG         |
| čas vytvoření                   | 16:23:35             |
| výrobce                         | PENTAX Corporation   |
| model                           | PENTAX Optio WP      |
| autorská poznámka               | (2064 bytes of data) |